# Вдовичка червононога
Вдовичка червононога (Vidua chalybeata) — вид горобцеподібних птахів родини вдовичкових (Viduidae).

## Поширення
Вид досить поширений в Субсахарській Африці, займаючи велику територію, яка включає більшу частину Сахелю від Сенегалу до Судану, піднімаючись вгору по Нілу майже до кордону з Єгиптом, далі на південь через Східну Африку до Великих озер і на південь до ПАР, тоді як від Мозамбіку ареал проходить до Південної Анголи. Живе у кущистих саванах з наявністю розпорошених дерев та постійних джерел прісної води. Також трапляється на плантаціях, у сільській місцевості та в садах і парках заміських районів.

## Опис
Дрібний птах, завдовжки 10–11 см, вагою 11-15 г. Це стрункий на вигляд птах, із закругленою головою, міцним і конічним дзьобом, загостреними крилами та хвостом з квадратним закінченням. Самці повністю чорні з синім або зеленкуватим металічним відблиском, лише махові пера та краї хвоста рудувато-коричневі. У самиць верхня частина тіла червонувато-коричнева, а груди і черево сірувато-жовті. На голові є сірі брови. В обох статей дзьоб сірувато-білий або рожевий (залежить від підвиду), а очі темно-коричневі. Ноги рожевого кольору.

## Спосіб життя
Поза сезоном розмноження трапляється у змішаних зграях з астрильдовими і ткачиковими. Живиться насінням трав, яке збирає на землі. Під час розмноження може поїдати термітів та інших комах.

## Розмноження
Сезон розмноження збігається з завершальною фазою сезону дощів, що триває з червня по грудень. Гніздовий паразит. Підкидає свої яйця у гнізда астрильдів Lagonosticta senegala та Lagonosticta nitidula. За сезон самиці відкладають 2-4 яйця. Пташенята вилуплюються приблизно через два тижні після відкладення: вони народжуються сліпими і немічними. Вони мають мітки на сторонах рота і горла, ідентичні тим, як у пташенят астрильдів, внаслідок чого їх не можна відрізняти. Пташенята спільно проживають з пташенятами прийомних птахів, слідуючи їхньому циклу росту. Вони залишають гніздо через три тижні після вилуплення, але незалежними стають до півторамісячного віку. Часто ці пташенята залишаються у зграї своїх прийомних батьків.